# Radioåret 1951

## Radioprogram

### Sveriges Radio
- 27 januari - **Lennart Hyland börjar sända radioprogrammet Karusellen, direkt inför publik i nya Kanalplansstudion i Stockholm [1].

## Födda
- 12 januari - Ingvar Storm, svensk programledare
- 18 april - Täppas Fogelberg, svensk programledare

### Fotnoter
1. ↑  20:e århundrades När Var Hur - 1951, Bernt Himmelstedt, Forum, 1999